# Faro de East End
El Faro de East End (en inglés: East End light; a veces llamado Faro Gorling Bluff) es un faro situado en el extremo este de la isla de Gran Caimán en las Islas Caimán. El faro es la pieza central del parque East End Lighthouse, gestionado por la Fundación Nacional para las Islas Caimán. La primera ayuda a la navegación en el sitio, es el primer faro en la historia de las Islas Caimán. 
El extremo este de Gran Caimán ha sido durante mucho tiempo conocido por los traicioneros arrecifes que yacen bajo la superficie del océano justo frente a sus costas, y fue en el pasado conocido como el "Cementerio del Caribe". El área fue el lugar donde se produjo el naufragio más famoso de la isla, el de las Diez Velas, en 1794; milagrosamente, sólo ocho personas perdieron la vida en el desastre cuando diez buques mercantes encallaron en los mares agitados. La zona estaba escasamente habitada en ese momento, pero los residentes locales se unieron con algunos habitantes de Bodden Town para ayudar a las tripulaciones de los barcos hundidos.
El primer faro para East End fue construido a alrededor de una media milla de distancia de la ubicación de la actual torre.